# 佐々町
佐々町（さざちょう）は、長崎県の北部、北松浦半島中南西部に位置する町。北松浦郡に属する。市区町村名称に約物（特殊記号）のひとつ「々」を用いている数少ない自治体のひとつである。

## 地理

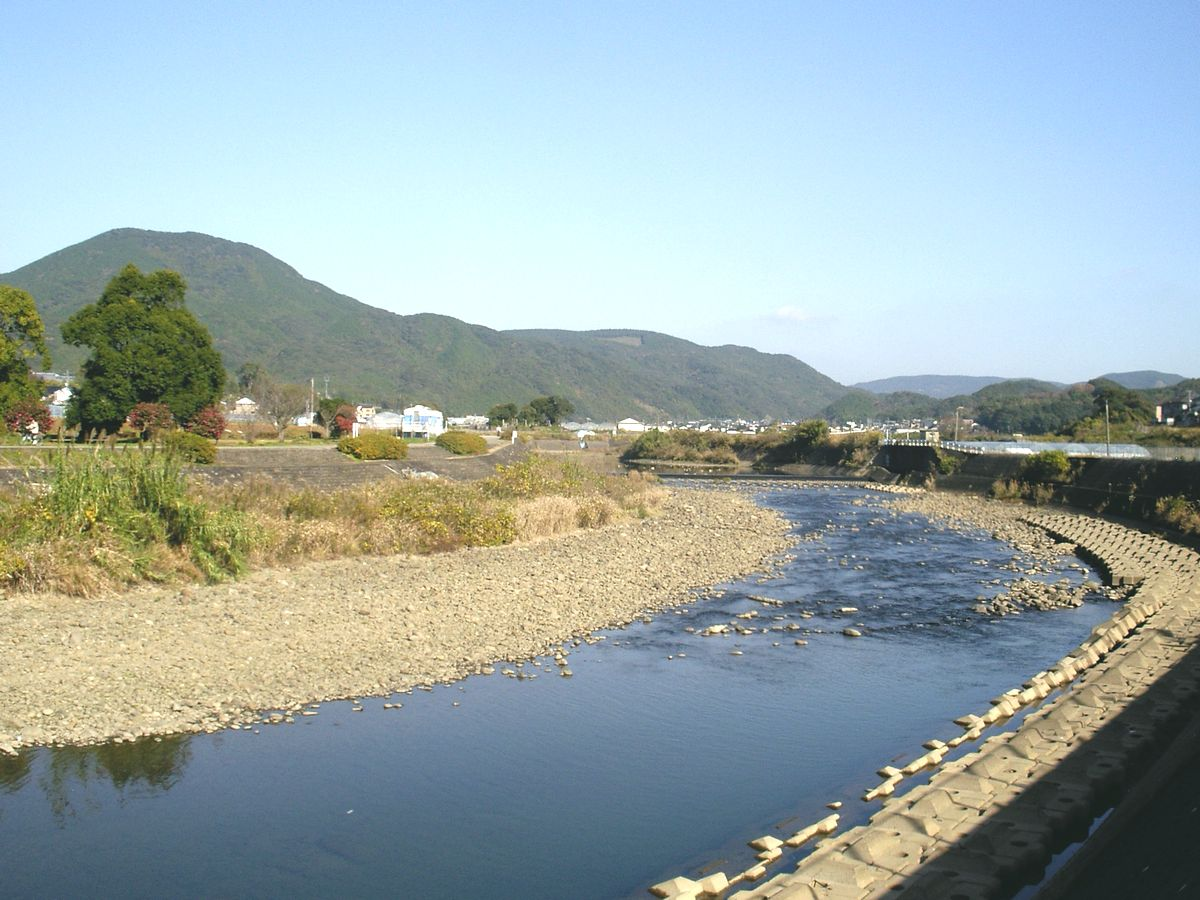
小春橋から佐々川上流方向を望む。写真左側後方に見える山は鷲尾岳。
（2008年12月12日）

佐世保市中心部から北に約15kmの場所に位置する。東境には韮岳から同町牟田原に連なる山脈があり、西境の盲ヶ原から北境の鷲尾岳まで江里山脈が連なっている。この間に佐々谷と呼ばれる縦谷（佐々川衝上断層）が形成され、国見山（旧 北松浦君世知原町）に源流を発する延長21.5kmの佐々川が北東から南西に流れている。
また、東に木場谷、西に志方谷があり、その水は佐々川に合流している。なお、海岸線はきわめて短いが、本町唯一の海の玄関として佐々港がある。
北松炭田地域にあり、昭和40年代までは炭鉱の町として栄えた。
前身となる佐々村は1889年（明治22年）4月に旧佐々村と市瀬村が合併して誕生した。その後、炭鉱全盛期に人口が約2倍になり、1941年（昭和16年）1月に町制を施行した。平成の大合併で隣接していた各町はすべて佐世保市へ編入する中で佐々町は単独町制を継続し、南西部の海岸線以外を佐世保市に囲まれる地勢となった。
町域を松浦鉄道西九州線および国道204号が通っている。佐世保市のベッドタウンとなっており、2011年（平成23年）9月には西九州自動車道佐々ICが供用を開始し、佐世保市街への交通アクセスがさらに向上した。
- 山：鷲尾岳、韮岳、大岳、城辻山、古川岳（降神岳）、神野山、盲ヶ原（めくらがばる）、牟田原（むたばる）
- 河川：佐々川、木場川、志方川、笛子川、市瀬川、江里川、高岩川、神田川
- 港湾：佐々浦、佐々港

### 気候
年間平均気温は17度前後、平均湿度は約65％で、年間平均降水量は1,900mm台である。

### 隣接市町村
上記のように隣接していた町村は昭和初期から平成期にかけてすべて佐世保市に編入したため、現在は海岸部以外を佐世保市に囲まれている。
かつては以下の町村と隣接していた。
- 旧北松浦郡：小佐々町、鹿町町、江迎町、吉井町[3]、皆瀬村、中里村、相浦町[5]

## 地域

### 人口
| |                                        |  |
| 佐々町と全国の年齢別人口分布（2005年） | 佐々町の年齢・男女別人口分布（2005年） |  |
| ■紫色 ― 佐々町 ■緑色 ― 日本全国 | ■青色 ― 男性 ■赤色 ― 女性              |  |
| 佐々町（に相当する地域）の人口の推移 \| 1970年（昭和45年） \| 10,987人 \| \| \| 1975年（昭和50年） \| 11,035人 \| \| \| 1980年（昭和55年） \| 11,812人 \| \| \| 1985年（昭和60年） \| 12,212人 \| \| \| 1990年（平成2年） \| 12,068人 \| \| \| 1995年（平成7年） \| 12,695人 \| \| \| 2000年（平成12年） \| 13,335人 \| \| \| 2005年（平成17年） \| 13,697人 \| \| \| 2010年（平成22年） \| 13,599人 \| \| \| 2015年（平成27年） \| 13,626人 \| \| \| 2020年（令和2年） \| 13,912人 \| \| |                                        |  |
| 総務省統計局 国勢調査より |                                        |  |
| 1970年（昭和45年） | 10,987人                               |  |
| 1975年（昭和50年） | 11,035人                               |  |
| 1980年（昭和55年） | 11,812人                               |  |
| 1985年（昭和60年） | 12,212人                               |  |
| 1990年（平成2年） | 12,068人                               |  |
| 1995年（平成7年） | 12,695人                               |  |
| 2000年（平成12年） | 13,335人                               |  |
| 2005年（平成17年） | 13,697人                               |  |
| 2010年（平成22年） | 13,599人                               |  |
| 2015年（平成27年） | 13,626人                               |  |
| 2020年（令和2年） | 13,912人                               |  |

### 地名
免を行政区域とする。佐々町では1953年（昭和28年）3月まで免の名称に大字（佐々・市瀬）を冠していたが、同年4月に大字を廃止した。
【表記例】
- 佐々町大字佐々本田原免 → 佐々町本田原免
- 佐々町大字市瀬市瀬免 → 佐々町市瀬免

| 旧・大字佐々 - 石木場免（いしこばめん） - 市場免（いちばめん） - 沖田免（おきためん） - 口石免（くちいしめん） - 栗林免（くりばやしめん） - 小浦免（こうらめん） - 木場免（こばめん） - 志方免（しかためん） - 須崎免（すざきめん） - 中川原免（なかがわらめん） - 野寄免（のよりめん） - 羽須和免（はすわめん） - 平野免（ひらのめん） - 古川免（ふるかわめん） - 本田原免（ほんたばるめん） - 迎木場免（むかえこばめん） | 旧・大字市瀬 - 市瀬免（いちのせめん） - 江里免（えりめん） - 大茂免（おおしげめん） - 皆瀬免（かいぜめん） - 鴨川免（かもがわめん） - 神田免（こうだめん） - 角山免（つののやまめん） - 松瀬免（まつせめん） - 八口免（やぐちめん） |

#### 土地の表示
不動産登記における登記簿の表題部「土地の表示」に記載される所在名称（地名）の表記方法は下記のとおり。
以下、×は大字名称、○は免の名称、△は小字名称を表す。
- 1953年3月まで：佐々町大字××○○免字△△（または佐々町××○○免字△△）
- 現在の表示：佐々町○○免字△△

なお、佐々町の地番区域は「免」である。

### 町内会
1943年（昭和18年）に区制を改め「部落」と称し29の部落が設置されていた。1981年（昭和56年）に現行の「町内会」に名称を変更し、2012年（平成24年）4月時点で33の町内会が設置されている。
町内会の名称と免の名称は必ずしも一致するとは限らない。
| 範囲   | 町内会                                                                                              |
| ------ | --------------------------------------------------------------------------------------------------- |
| 南部   | 沖田、口石、佐々南、東町、西町、芳ノ浦、里、新町、四ツ井樋、 水道、浜迎、土手迎、真申、木場、千本   |
| 北部   | 市瀬、若佐、江里、大茂、鴨川、神田、さざん花、 角山、松瀬、北、栗林、志方、野寄、里山、古川、中央通 |
| その他 | 牟田原、虹の里                                                                                      |

1. ↑  口石小学校校区に相当。
2. ↑  1978年（昭和53年）、雇用促進住宅の完成に伴い発足。
3. ↑  読みは「さざなみ」。口石免に所在。
4. ↑  読みは「せんぼん」。主に「千本団地」と呼ばれる宅地造成区域に該当。
5. ↑  佐々小学校校区に相当。
6. ↑  市瀬第2団地の建設に伴い昭和50年代初め頃に発足。市瀬免に所在。
7. ↑  もとはボタ山等の炭鉱関連の土地であったが、宅地造成工事が行われ1984年（昭和59年）に完成し発足。皆瀬免に所在。
8. ↑  読みは「つののやま」。
9. ↑  松瀬免の一部地域に該当。
10. ↑  牟田原地区の範囲は南北に跨がっているため、小学校の校区が居住地によって異なる。
11. ↑  特別養護老人ホーム「虹の里」地内。施設は八口免に所在。

## 歴史

### 先史・古代
- 町内の中山間地域には支石墓[12]や古墳[13]が残る。当町域では古来より人々の暮らしの跡が見られる。
- 古代から近世にかけての令制国下では肥前国松浦郡に属し、現町域の北部に市瀬村（市ノ瀬村、一之瀬村とも）、南部に佐々村の2ヶ村が存在した[14]。

### 中世
- 鎌倉時代の文書に「佐々」の地名が出現する。正和3年（1314年）の鎮西御教書案に、肥前国佐々浦の某住人が所従を巡り鎮西探題に訴えを起こした旨の内容が記されている[15]。また、永徳4年（1384年）の松浦党一揆承諾状に関連記事があり、佐々氏[16]の項目に「さゝ長門守相」の名が見られる[17]。
  - 上記のとおり「佐々（さゝ）」の地名は中世半ば頃には既に存在しているが、地名の由来については不詳。但し当地内での口伝による説として、現在の佐々町南部の平野部は近世の干拓以前は海（佐々浦）であり、佐々川の作用や地形によるもの（狭い川瀬、岸部に広がる砂浜の状態「砂々」、水面の状態「漣」等）を表したとする説や、竹の一種「ササ」が繁生していた事を由来とする説が云われている。
- 15世紀後半より北松浦半島一帯をめぐる覇権争いが激しくなる。佐々町域においても平戸松浦氏と相神浦松浦氏（宗家松浦氏）との間で合戦が繰り広げられた。とりわけ1563年（永禄6年）の半坂合戦と呼ばれる戦では、佐々にある医王山東光寺の豪僧、伝育の活躍があり、その逸話が今日に伝えられている。

### 近世
- 江戸時代は平戸藩に属した。藩政の一環として干拓事業が行われ、佐々川下流域が埋め立てられる（現在の本田原免、沖田免、小浦免など町域中南部平野部一帯）。この一帯は大新田と呼ばれ、平戸藩有数の水田・塩田地帯となった。江戸中期より北松浦半島一帯に石炭の存在が確認され、明治期以降は産炭地として発展していく事となる。
- 1751年（宝暦元年）、彼杵郡折尾瀬村（後の東彼杵郡折尾瀬村、現在の佐世保市三川内地域）より陶工が市瀬村へ移り住み、鴨川免にて開窯[18]。江戸後期には尾張国春日井郡瀬戸村（現在の愛知県瀬戸市）の陶工、加藤民吉が磁器製法習得のため肥前国に入る。1804年（文化元年）末に市瀬村鴨川免の福本家を訪ね、翌年より当地にて2年間修行に励む。その後瀬戸へ帰郷した民吉は、習得した磁器製法で瀬戸焼の再興に貢献した。今日において民吉は瀬戸焼の磁祖と称えられている。
- 1813年（文化10年）初め、伊能忠敬らの測量隊が佐々入り。平戸往還の一部である佐々村半坂峠（口石免）から市瀬村江里峠（江里免）を通過している。途中、古川免の石田屋平太郎宅にて一泊した旨の記録があり[19]、現在の石田屋宅跡地には「伊能忠敬宿所跡」の石碑が建てられている。

### 近現代
明治以降は採炭事業が本格化する。近代技術を取り入れた炭鉱会社が次々と開鉱し、石炭を運搬するための鉄道網が整備される（関西採炭松浦炭坑専用鉄道、佐世保軽便鉄道など。後の国鉄松浦線。現在の松浦鉄道西九州線）。昭和中期にかけて北松炭田屈指の産炭地として隆盛を極めるが、エネルギー革命の波に押され、町内に多数存在した炭鉱は昭和44年4月までに全て閉山。最盛期には約2万あった人口が1万を割る寸前まで落ち込み、町は急速に過疎化の一途を辿った。
炭鉱閉山後は農業を主産業とし、耕地整備などの土地改良事業やボタ山の宅地開発、企業誘致、福祉政策に取り組む。また佐世保市中心部への交通アクセスが良好な地勢もあり、人口は平成10年代までに1万3千人に回復している。
- 町の変遷については#行政区域の変遷を参照。

#### 明治
- 1889年（明治22年）
  - 4月1日 - 町村制の施行により、2大字25免の区域をもって、佐々村が発足する。役場を大字佐々古川免に設置。
  - 7月8日 - 初代村長を選出。
- 1891年（明治24年） - 『徴発物件一覧表』による1891年時点での村内の人口4,612人（男2,312・女2,300）、戸数850戸。

#### 昭和戦前・戦中
- 1935年（昭和10年） - 役場を古川免から本田原免に移転。
- 1941年（昭和16年）1月1日 - 石炭産業の隆盛に伴う人口の急増により、町制施行して、佐々町となる。
- 1944年（昭和19年）4月 - 日本国有鉄道（国鉄）松浦線全線開通。

#### 昭和戦後
- 1950年（昭和25年） - 町内の人口20,166人（国勢調査）
- 1957年（昭和32年）7月 - 諫早大水害発生。佐々町でも死者2名ほか負傷者がでる。
- 1960年（昭和35年）2月 - 佐々炭鉱、小浦炭鉱閉山。
- 1961年（昭和36年）
  - 4月 - 日鉄神田炭鉱閉山。
  - 9月 - 芳の浦炭鉱閉山。
- 1962年（昭和37年）10月 - 市瀬炭鉱閉山。
- 1963年（昭和38年）
  - 5月 - 徳正地区（木場免）地すべり災害を受ける。
  - 12月 - 平原炭鉱閉山。
- 1964年（昭和39年）
  - 3月 - 里山炭鉱閉山。
  - 4月 - 日窒江里炭鉱、韮山炭鉱閉山。
  - 8月 - 高野炭鉱閉山。
- 1965年（昭和40年）4月 - 報国炭鉱閉山。
- 1966年（昭和41年）4月 - 川添炭鉱閉山。
- 1967年（昭和42年）
  - 7月 - 未曾有の大水害[21]により数十億円の被害。激甚災害に指定。
  - 8月 - 70年来の大旱魃により中山間地域の水稲全滅の被害。
  - このほか年初には大寒波が襲来するなど、極端な気象が目立つ年であった。（詳細は「昭和42年7月豪雨」を参照）
- 1968年（昭和43年）3月 - 佐々町役場庁舎、都市計画により解体。
- 1969年（昭和44年）
  - 4月 - 第二丸尾炭鉱閉山。
  - 6月 - 佐々町役場新庁舎落成。（現庁舎）
- 1970年（昭和45年） - 町内の人口10,987人（国勢調査）
- 1971年（昭和46年）12月 - 国鉄臼ノ浦線が廃止。
- 1976年（昭和51年）4月
  - 町章・町花が制定される。
  - 国土調査事業（地籍調査） が始まる。
- 1982年（昭和57年）7月 - 長崎大水害発生。佐々町でも大雨による被害。
- 1986年（昭和61年）5月 - 学童農園「童の里」落成。（現・佐々町農業体験施設）
- 1988年（昭和63年）
  - 3月31日 - 国鉄分割民営化により1987年4月に発足・承継した九州旅客鉄道（JR九州）松浦線が廃止。
  - 4月1日 - 松浦線を転換し第三セクター方式の松浦鉄道西九州線が開業。

#### 平成
- 1992年（平成4年）7月 - 国土調査事業（地籍調査）町内全域完了。
- 1994年（平成6年）8月 - 平成6年渇水発生。町内の平地部で減圧給水。
- 2002年（平成14年）
  - 7月 - 佐々町・小佐々町任意合併協議会設立。
  - 8月 - 佐々谷四町任意合併協議会設立[注 2]。
  - 9月 - 大雨により低地浸水の被害。
  - 11月 - 佐々町・小佐々町法定合併協議会設置。
- 2004年（平成16年）9月 - 第17回佐々町・小佐々町合併協議会にて合併後の新町名・合併日が決定[22]。

新町名：さざなみ町
合併日：平成17年4月1日
- 2005年（平成17年）
  - 3月20日 - 福岡県西方沖地震発生。佐々町でも震度4を記録[23]。
  - 3月末 - 佐々町・小佐々町法定合併協議会解散。合併は白紙となる。小佐々町は2006年（平成18年）3月31日に佐世保市に編入して、地方公共団体として消滅。
- 2007年（平成19年）10月 - 西肥自動車佐々バスセンター供用開始。
- 2009年（平成21年）4月 - 住民発議による「佐世保市・佐々町」法定合併協議会設置の是非を問う住民投票が実施され、反対が過半数となる。この結果、佐々町は単独町制の継続を決定。
- 2011年（平成23年）9月 - 西九州自動車道佐々インターチェンジ供用開始。
- 2016年（平成28年）4月 - 熊本地震発生。佐々町では14日夜の地震で震度3[24]を、16日未明の地震で震度3[25]（一部の地点で推計最大震度4[26]）を記録。
- 2018年（平成30年）12月 - 佐世保市を中心に、佐賀県の自治体を含む12市町で形成を目指していた連携中枢都市圏『西九州させぼ広域都市圏』の参加を佐々町議会が否決[27][28]。

#### 令和
- 2020年（令和2年）3月 - 西九州させぼ広域都市圏に参加[29][30]。
- 2025年（令和7年）3月 - 長崎県警察が古庄剛町長を官製談合防止法違反などの容疑で逮捕[31]。

### 行政区域の変遷
- 1871年（明治4年）
  - 旧暦7月14日（8月29日） - 廃藩置県により、平戸県の管轄となる。
  - 旧暦11月14日（12月25日） - 第1次府県統合により、長崎県の管轄となる。
- 1878年（明治11年）10月28日 - 郡区町村編制法の長崎県での施行により、松浦郡のうち現在の佐々町の区域を含む1町49村の区域をもって、行政区画としての北松浦郡が発足する。
- 1889年（明治22年）4月1日 - 町村制の施行により、佐々村及び市瀬村の区域をもって、北松浦郡佐々村が発足する。
- 1941年（昭和16年）1月1日 - 佐々村が町制施行して、佐々町となる。
- 1953年（昭和28年）4月 - 大字佐々及び大字市瀬を廃止する。

## 行政

### 町制

#### 歴代村長・町長
| 代位 | 氏名         | 就任       | 退任       | 在任期間  | 備考                                                |
| ---- | ------------ | ---------- | ---------- | --------- | --------------------------------------------------- |
| 1    | 吉福忠誠     | 1889年7月  | 1890年9月  | 1年2ヶ月  |                                                     |
| 2    | 川内野吉三郎 | 1890年10月 | 1898年2月  | 7年4ヶ月  |                                                     |
| 3    | 久家竹一郎   | 1898年3月  | 1937年12月 | 39年9ヶ月 |                                                     |
| 4    | 久家六蔵     | 1937年12月 | 1946年11月 | 8年10ヶ月 | 1941年、町制施行                                    |
| 5    | 藤永源市     | 1947年4月  | 1947年8月  | 3ヶ月     |                                                     |
| 6    | 小野実       | 1947年10月 | 1951年10月 | 3年11ヶ月 |                                                     |
| 7    | 久家六蔵     | 1951年10月 | 1963年4月  | 11年6ヶ月 | 名誉町民                                            |
| 8    | 菊本春夫     | 1963年4月  | 1987年4月  | 24年      | 名誉町民                                            |
| 9    | 清原恵一郎   | 1987年4月  | 2003年4月  | 16年      |                                                     |
| 10   | 大瀬康政     | 2003年4月  | 2005年5月  | 2年       | 小佐々町との合併問題に伴うリコールにより5月17日辞職 |
| 11   | 関耕二       | 2005年6月  | 2009年6月  | 4年       |                                                     |
| 12   | 古庄剛       | 2009年6月  | 2025年4月  |           | 官製談合防止法違反容疑で逮捕され、4月25日に辞職     |

#### 町議会
- 佐々町議会 定員 10

#### 町役場
2025年（令和7年）5月7日に新たに完成した佐々町役場庁舎の供用を開始した。庁舎は鉄骨造、地上3階、高さ15.59mである。
- 佐々町庁舎（本庁舎、2025年5月現在）[35]
  - 1階
    - 住民福祉課
    - 保健環境課
    - 水道課
    - 税務課
    - 住民福祉課
    - 出納室
    - さざホール

  - 2階
    - 町長室
    - 副町長スペース
    - 総務課
    - 企画財政課
    - 建設課
    - 産業経済課
    - 教育委員会
    - 教育長室
    - 選挙管理委員会室
    - 大会議室（災害対策本部）

  - 3階
    - 議場
    - 議長・副議長室
    - 委員会室
    - 議会事務局
    - 図書室
    - 農業委員会室
    - 監査委員室

- 佐々町国民健康保険診療所 - 事務班、医療班
- 佐々町健康相談センター - 健康づくり班
- 佐々町総合福祉センター
  - 社会福祉協議会
  - 地域包括支援センター

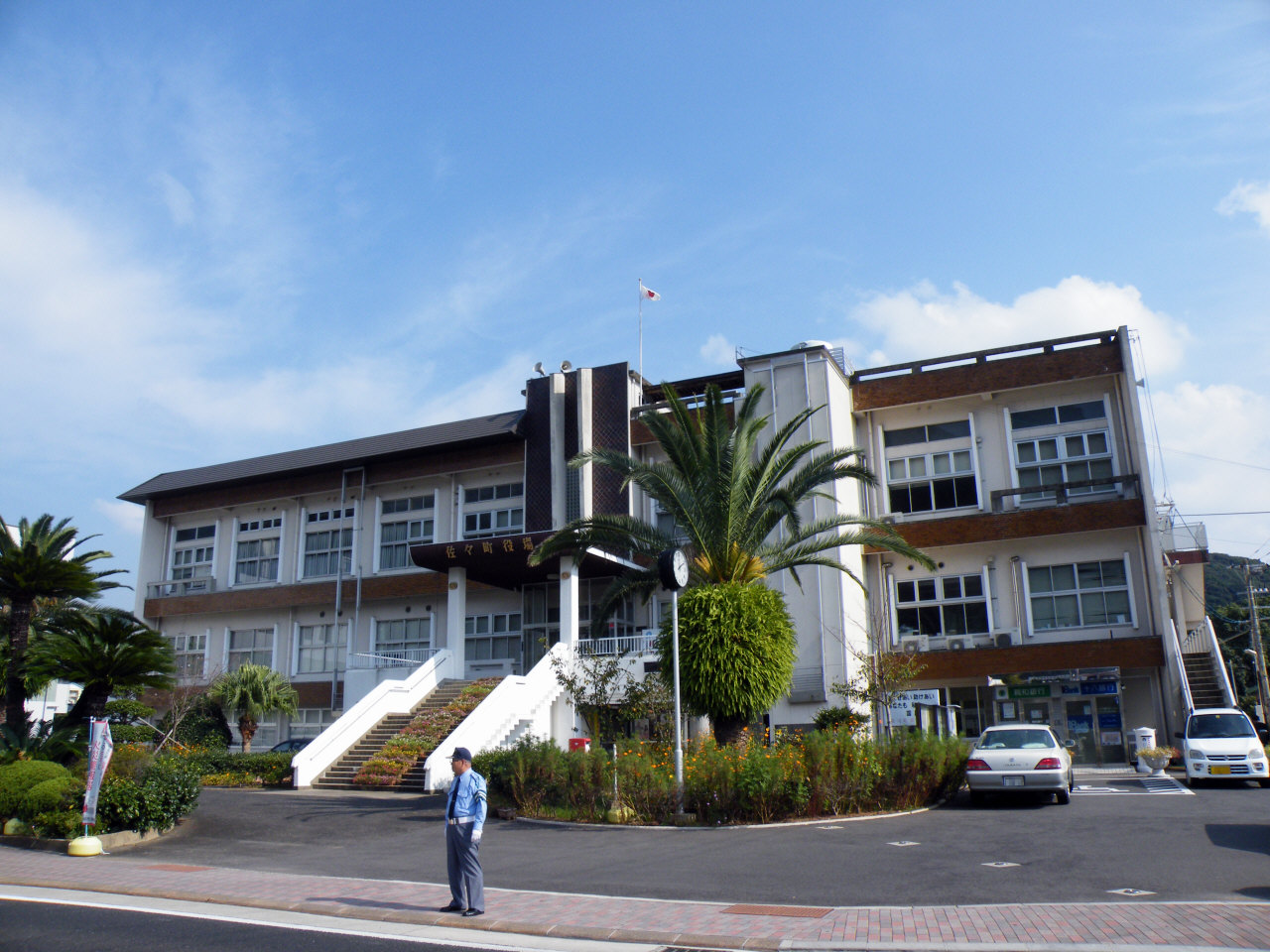
旧佐々町役場（2008年）

佐々町役場旧庁舎は1969年（昭和44年）3月に建設されたが、供用開始後50年が経過し、老朽化のほか耐震性能も不足していたことから建て替えられた。

### 広域行政
旧佐世保地域広域市町村圏組合

#### 消防
- 佐世保市消防局（佐世保市へ委託）
  - 西消防署
    - 佐々出張所

### 県政

#### 県議会
- 長崎県議会 佐世保市・北松浦郡選挙区 定数9（佐世保市と合わせて）

#### 県の出先機関
- 県北振興局（佐世保市）
  - 県北保健所（田平町）

#### 警察
- 長崎県警察
  - 江迎警察署

### 国政

#### 衆議院
- 任期 ： 2017年（平成29年）10月22日 - 2021年（令和3年）10月21日（「第48回衆議院議員総選挙」参照）

| 選挙区                                                                                        | 議員名   | 党派名     | 当選回数 | 備考   |
| --------------------------------------------------------------------------------------------- | -------- | ---------- | -------- | ------ |
| 長崎県第4区（佐々町、佐世保市（早岐・三川内・宮の各支所管内を除く）、平戸市、松浦市、西海市） | 北村誠吾 | 自由民主党 | 7        | 選挙区 |

## 公共施設

### 教育・文化

#### 交流施設
- 佐々町公民館・勤労青少年ホーム
- 佐々町地域交流センター

#### ホール
- 佐々町文化会館

#### 図書館
- 佐々町立図書館

### スポーツ・レジャー
- 佐々町民体育館
- 北部地区体育館
- 南部地区体育館
- 佐々勤労者総合スポーツ施設（通称：サン・ビレッジさざ）
  - 屋内運動場（テニスコート・ゲートボール場）、屋外テニスコート、屋外ゲートボール場、多目的グラウンド
- 千本運動公園
  - 多目的グラウンド、テニスコート、屋外プール
- 自修館
  - 弓道場
- 皿山公園
  - ファミリーランド[36]、陶芸体験館
- でんでんパーク☆さざ
- 佐々町農業体験施設（旧称：学童農園）
  - 体験農園各種、温室、宿泊棟、キャンプ場、炊飯場等

## 金融
- 十八親和銀行佐々支店、佐々中央支店
- 西海みずき信用組合佐々支店
- ながさき西海農業協同組合（JAバンク）北松支店
- 漁業協同組合（JFマリンバンク）- 九十九島漁協

## 郵便局
- 佐々郵便局 - 郵便番号が857-03で始まる地域（佐々町全域）の集配業務を行う
- 小浦郵便局
- 佐々松瀬郵便局
- 芳の浦簡易郵便局

## 教育

### 高等学校

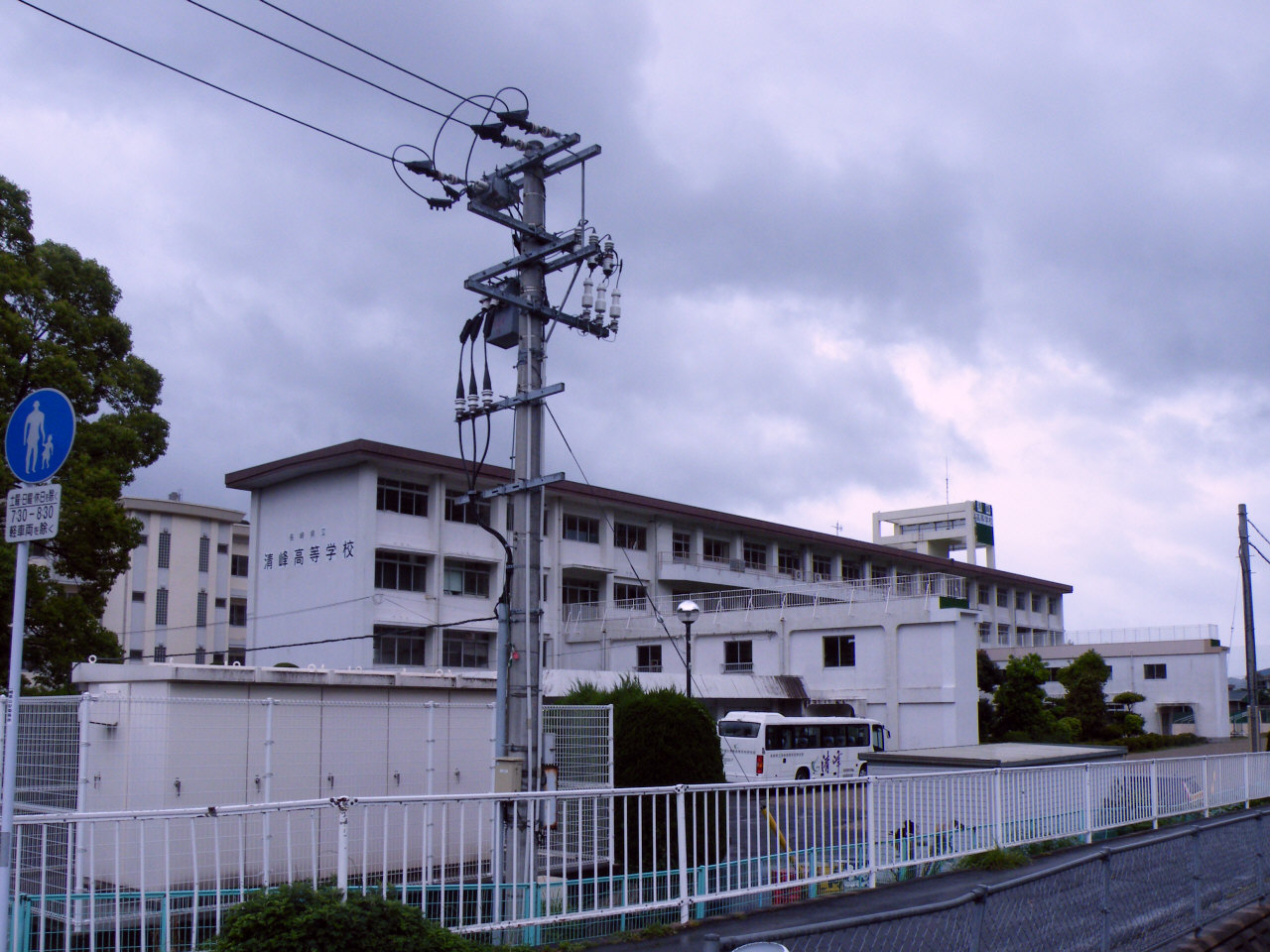
清峰高等学校

- 長崎県立清峰高等学校

### 中学校
町立
- 佐々中学校

### 小学校
町立
- 佐々小学校
- 口石小学校

廃校になった小学校については長崎県小学校の廃校一覧#北松浦郡を参照。

### 幼稚園
町立
- 佐々幼稚園

### 保育所
町立
- 中央保育所
- 第2保育所

私立
- 佐々神田保育園[注 3]
- さざなみ保育園

### その他専修学校等
職業能力開発校
- 長崎県立佐世保高等技術専門校

## 交通
最寄り空港は長崎空港。2007年10月1日より新設の佐々バスセンターから直通する特急バス（西肥バス運行）が新たに運行されるようになった。

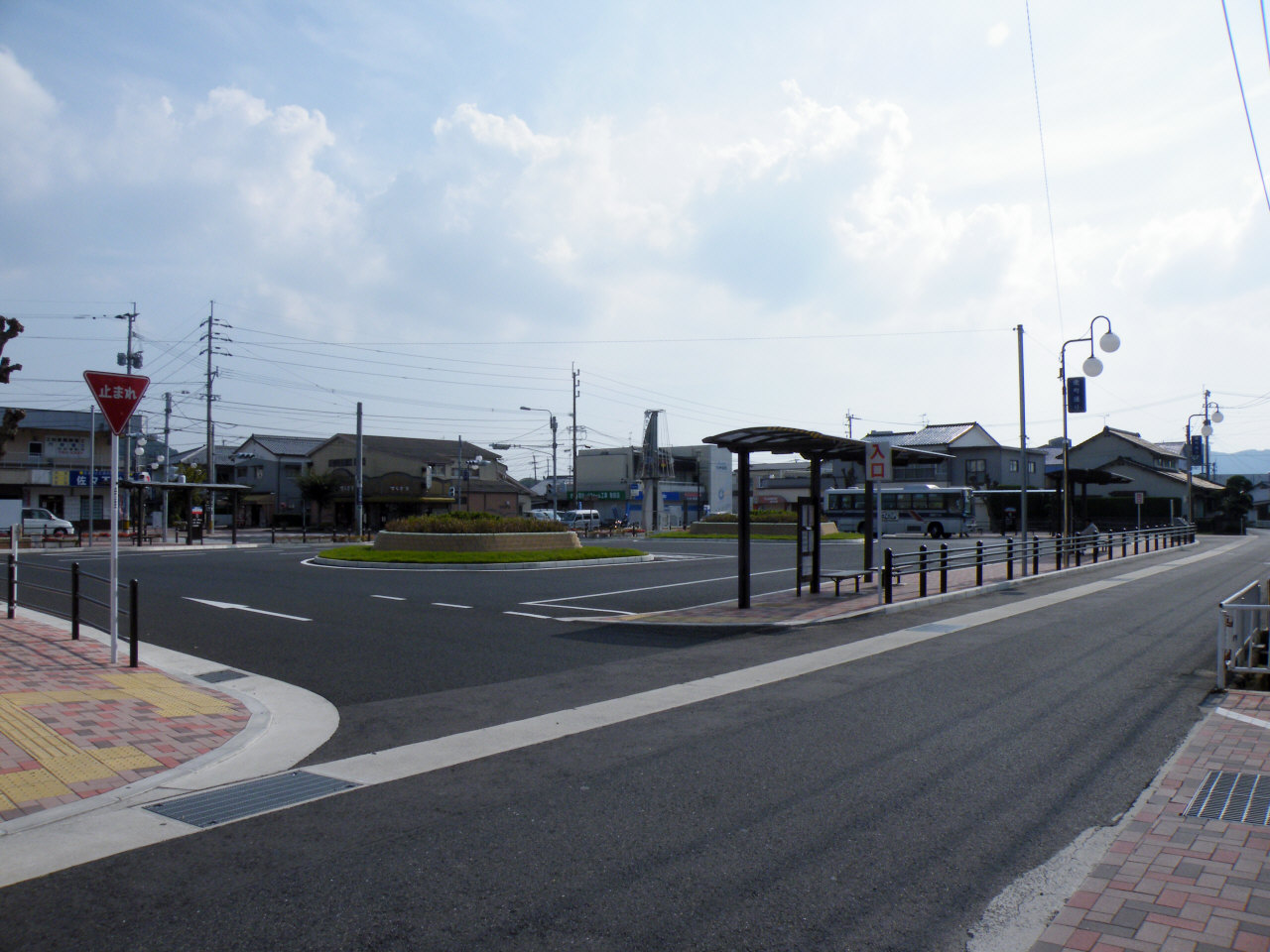
佐々バスセンター

### 鉄道路線
- 松浦鉄道西九州線

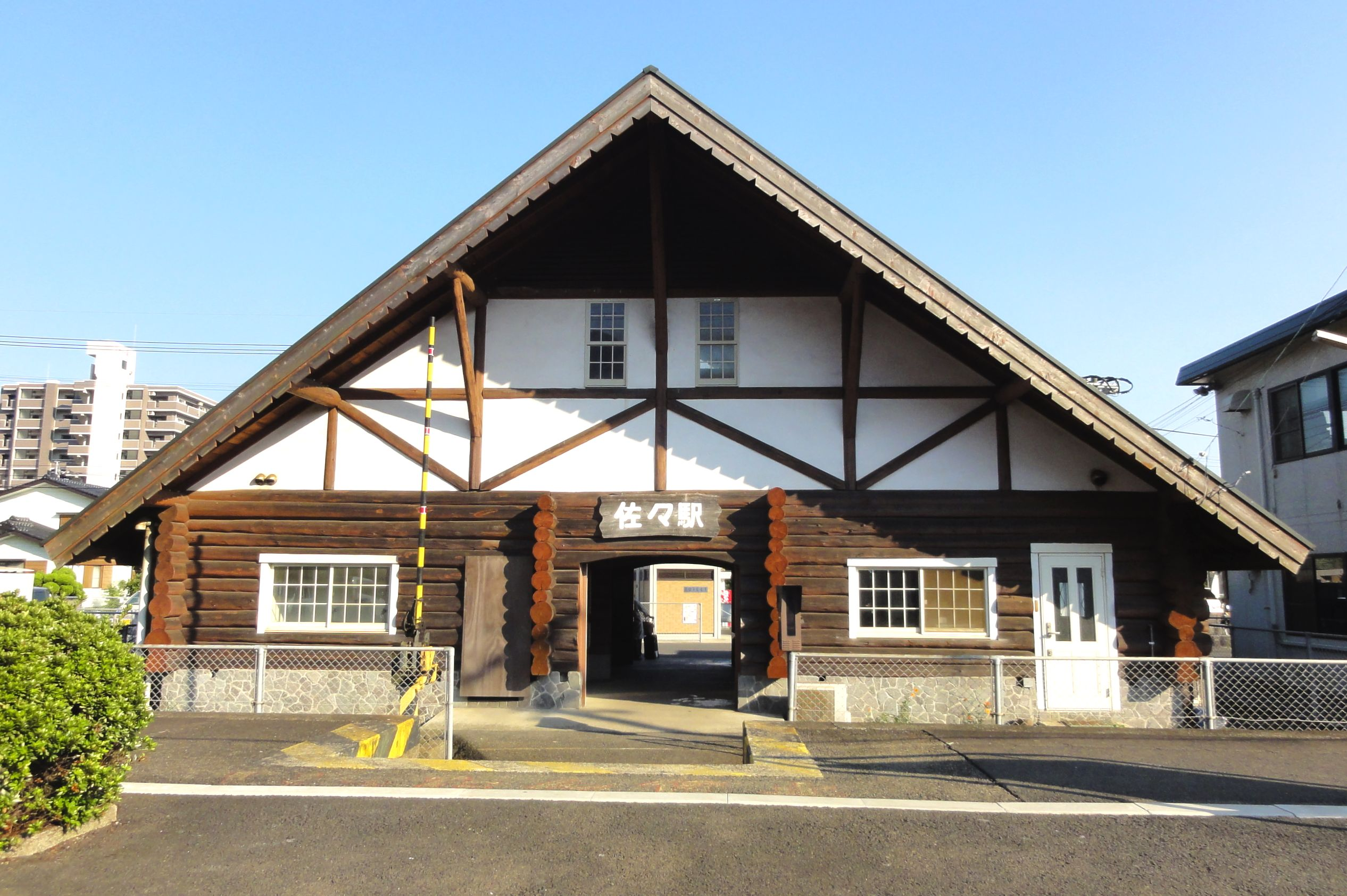
佐々駅

  - 神田駅 - 清峰高校前駅 - 佐々駅 - 小浦駅

中心駅は佐々駅。
このほか町内には「真申駅」「野寄駅」「四ツ井樋駅」及びかつての国鉄臼ノ浦線が存在したが、松浦線の改軌により1945年に真申駅は佐世保市畑中免（現在の光町）に移転し、野寄駅と四ツ井樋駅は廃止された。また、臼ノ浦線は炭鉱閉山の影響で赤字83線に選定され、1971年に廃線となった。

### バス路線
西肥自動車（西肥バス）が運行している（「させぼ号」は西日本鉄道、長崎 - 佐世保間は長崎県交通局と共同運行）。
- 高速バス
  - させぼ号：福岡市 - 佐々町
  - （愛称名なし）： 長崎市 - 佐世保市 - 佐々町

- 空港特急バス：長崎空港 - 佐々町

- 一般路線バス
  - 半急：佐世保市（中心部） - 佐々町 - 佐世保市（吉井町・江迎町） - 平戸市（田平町・中心部）
  - 佐世保市（中心部） - 佐々町 - 佐世保市（吉井町・江迎町）

### 道路

#### 高速道路
- 西九州自動車道
  - 佐々IC（2011年（平成23年）9月13日に佐々IC-相浦中里IC間開通に伴い供用開始）

#### 一般道路
- 一般国道
  - 国道204号
- 主要地方道
  - 長崎県道18号佐々鹿町江迎線

## 産業・商業
明治期から昭和中期にかけて石炭産業で繁栄を極めた時代は、大手企業から個人経営まで多数の炭鉱関連企業が存在した。佐々町内で操業していた著名な企業として日鉄鉱業、三菱鉱業、住友鉱業、日満鉱業、日窒鉱業、日産化学工業がある。郷土誌等によれば、町内に存在した炭鉱として以下の炭鉱名が見える。
- 市ノ瀬炭鉱（一ノ瀬炭鉱）、江里炭鉱、大茂炭鉱、大岳炭鉱、第二大岳炭鉱、鴨川炭鉱、木田炭鉱、川添炭鉱、神田炭鉱、小浦炭鉱（牧崎炭鉱）、木場山炭鉱（木場炭鉱）、佐々炭鉱、里山炭鉱、椎葉炭鉱、新但馬炭鉱、末永炭鉱、高野炭鉱、南山炭鉱、韮山炭鉱、平原炭鉱、古川炭鉱、報国炭鉱、第二丸尾炭鉱、葭ノ浦炭鉱、芳ノ浦炭鉱（芳野浦炭鉱）、吉丸炭鉱、鷲尾炭鉱、ほか多数。

石炭産業の衰亡後は農業を主産業とし、温潤な自然条件を生かして平野部や中山間地では水稲栽培、イチゴ等の栽培が行われている。また、炭鉱閉山や下水道関連設備の整備による佐々川の水質回復もあり、早春のシロウオ漁や毎年6月1日に解禁されるアユ釣りは佐々町の風物詩のひとつとなっている。

### 名産品
- アユ
- シロウオ
- 民吉もなか
- ふみきり饅頭

### 主な企業
- アリアケジャパン - 九州第2工場、R&Dセンター
- 佐々木冷菓
- 山喜 - 長崎工場（旧：ジョイモント西九州ウイング）

### 主な商業施設
- エレナ佐々店
- ディスカウントドラッグコスモス佐々店
- 佐々ショッピングデパート
- ダイレックス佐々店
- ドラッグストアモリ佐々店、鴨川店
- ホームプラザ 
 ナフコ佐々店
- マックスバリュ佐々店（旧称：西海ハロー[注 4]）

かつて存在した主な商業施設
- ザ・スーパーカンパニー オサダ佐々店
- まつばや佐々店

## 名所・旧跡・観光スポット・祭事・催事

### 名所・旧跡・観光スポット
- 伊能忠敬宿所跡
- 佐々川
  - 河川公園
  - 桜づつみ
- 佐々町農業体験施設（旧称：学童農園） - 敷地内の高台や付近にある大岳の山頂からは、九十九島や平戸諸島のほか、気象条件次第では五島列島の一部を望む事ができる。
- 皿山公園
  - 市の瀬皿山窯跡（県指定史跡[18]）
  - 菖蒲園
- 狸山支石墓群（県指定史跡[12]）
- 角山古墳[13]
- 東光寺
- 鳥屋城跡[38] - 城辻山の山頂敷地内に祠が残る。（現：佐々デジタルテレビ中継局）
- 古川岳（降神岳）展望所
  - 古川岳遊歩道 - 一部の登山道では佐々川衝上断層の露頭部分を見ることができる。
- 北松炭田の遺構 - 町内各地に炭鉱住宅や廃屋、坑口跡等が残る。散策の際は私有地および崩壊・崩落危険箇所への立ち入り注意。
- 真竹谷広場
- 三柱神社
  - 肉弾三勇士の銅像
- 肉弾三勇士北川伍長記念館

### 祭事・催事
- 駅伝大会（町内駅伝・わかあゆ駅伝） - 1月
- しろうお祭 - 3月上旬
- ジョギングフェスティバルinさざ - 3月上旬
- 皿山まつり - 6月上旬
- 夏まつり・花火大会 - 8月中旬
- おくんち - 秋頃

## 佐々町出身の著名人
- 大村早和（バスケットボール選手）
- 神近市子（衆議院議員、作家）
- 神田左京（生物学者）
- 北川丞（肉弾三勇士の1人）
- 藤永佳子（陸上競技選手）
- 前川希帆（トランペット奏者）
- 松田九郎（衆議院議員）
- 古庄剛（佐々町長）
- 山科颯太郎（独立リーグ野球選手）
- 吉永美保子（バレーボール選手）

## 佐々町を舞台とした作品

### 演劇
- 皿山炎上（1988年） - 劇団テアトルハカタにより上演[39]。市瀬皿山での加藤民吉と福本仁左衛門の娘・いとの悲恋を描いた物語。

### テレビドラマ
- さよなら李香蘭（1989年） - 干拓地にてロケが行われた。

### 音楽
- 皿山情話（2009年 - 作詞：荒木とよひさ、作曲：三木たかし、歌：嶺陽子） - 加藤民吉と福本仁左衛門の娘・いとの悲恋を題材にした歌謡曲。
- 川のある町（2017年 - 作詞・作曲・歌：佐田玲子）[40]

### コンピューターゲーム
- ポケットモンスター ルビー・サファイア（2002年）・ポケットモンスター エメラルド（2004年） - 物語の舞台であるホウエン地方は九州を90度反時計回りに倒した形状をしており[41][42]、物語冒頭で主人公が引っ越してくる「ミシロタウン」は佐々町を含む北松浦半島地域に該当する。リメイク作品であるポケットモンスター オメガルビー・アルファサファイア（2014年）も同様。

## マスメディアでの紹介
- 介護予防を担う 高齢者ボランティア（NHK地域づくりアーカイブス） - クローズアップ現代「介護からの“卒業式”」（NHK）2014年5月12日放送
- ソラカラNAGASAKI #3 佐々町 映像 - YouTube 長崎県町村会 - あっぷる（NBC）2017年7月13日放送